# 慶子内親王
慶子内親王（けいしないしんのう）は、醍醐天皇の皇女。母は源和子。同母の兄弟姉妹に常明親王、式明親王、韶子内親王、斉子内親王などがいる。敦固親王の妃。

## 略歴
延喜4年（904年）11月17日、内親王となる。延喜16年（916年）11月27日に14歳で清涼殿に於いて裳着の儀を行い、敦固親王の妃となる。延喜23年（923年）2月10日、21歳で病死した。